# Alophosia
Alophosia, monotipski rod mahovnjača iz porodice Polytrichaceae, dio reda Polytrichales. Jedina je vrsta azorski endem A. azorica.

## Sinonimi
- Lyellia azorica Renauld & Cardot